# Liste der Naturdenkmale in Oederan
Die Liste der Naturdenkmale in Oederan nennt die Naturdenkmale in Oederan im sächsischen Landkreis Mittelsachsen.

## Definition
„Naturdenkmäler sind rechtsverbindlich festgesetzte Einzelschöpfungen der Natur oder entsprechende Flächen bis zu fünf Hektar, deren besonderer Schutz erforderlich ist
1. aus wissenschaftlichen, naturgeschichtlichen oder landeskundlichen Gründen oder
2. wegen ihrer Seltenheit, Eigenart oder Schönheit.“

„§ 18 – Naturdenkmäler – (zu § 28 BNatSchG)
(1) Die Erklärung nach § 22 Abs. 1 BNatSchG von Teilen von Natur und Landschaft als Naturdenkmal erfolgt durch Rechtsverordnung oder Einzelanordnung.
(2) Über § 28 Abs. 1 BNatSchG hinaus können Naturdenkmäler zur Sicherung von Lebensgemeinschaften oder Lebensstätten von im Bestand gefährdeten oder streng geschützten Arten festgesetzt werden.“

## Naturdenkmale
Link zu einem Kartenansichtstool, um Koordinaten zu setzen.
| Bild                          | Bezeichnung                                  | Lage                                                                                    | Beschreibung             | Datum            | Nummer  |
| ----------------------------- | -------------------------------------------- | --------------------------------------------------------------------------------------- | ------------------------ | ---------------- | ------- |
| mehr Fotos \| Fotos hochladen | Ahornreihe Memmendorf                        | Memmendorf nördlich des Flächennaturdenkmals Kalklöcher (50° 53′ 27,3″ N, 13° 11′ 4″ O) | Ahornreihe – Acer. Allee | 8. Dezember 2005 | ND 017  |
| BW                            | Kandelaber-Linde in Gahlenz                  | Gahlenz (50° 49′ 8,7″ N, 13° 12′ 20,5″ O)                                               | Kandelaber-Linde – Tilia | 8. Dezember 2005 | ND 023  |
| mehr Fotos \| Fotos hochladen | Friedens-Eiche                               | Kirchbach (50° 52′ 30″ N, 13° 13′ 51″ O)                                                | Eiche – Quercus robur    | 8. Dezember 2005 | ND 041  |
| mehr Fotos \| Fotos hochladen | Luther-Eiche in Kirchbach                    | Kirchbach (50° 52′ 29,2″ N, 13° 13′ 47,7″ O)                                            | Eiche – Quercus          | 8. Dezember 2005 | ND 042  |
| mehr Fotos \| Fotos hochladen | Luther-Eiche in Schönerstadt                 | Schönerstadt (50° 53′ 2,7″ N, 13° 8′ 25″ O)                                             | Eiche – Quercus          | 8. Dezember 2005 | ND 043  |
| BW                            | Laubmischwald am Kalkzug                     | Oederan (50° 53′ 24,2″ N, 13° 11′ 15,3″ O)                                              | FND                      | 27.05.1994       | fg: 003 |
| BW                            | Massenentnahme am Schußberg                  | Oederan (50° 50′ 57,7″ N, 13° 7′ 43″ O)                                                 | FND                      | 14.06.1995       | fg: 010 |
| BW                            | Steinbruchsee                                | Oederan (50° 51′ 33,2″ N, 13° 11′ 51,3″ O)                                              | FND                      | 11.06.1997       | fg: 060 |
| BW                            | Schußbergteich Breitenau                     | Oederan (50° 51′ 12,4″ N, 13° 8′ 4,7″ O)                                                | FND                      | 17.07.1986       | fg: 063 |
| BW                            | Fledermausteich und Feldgehölz in Memmendorf | Oederan (50° 52′ 39,6″ N, 13° 11′ 52,6″ O)                                              | FND                      | 12.10.1989       | fg: 070 |
| BW                            | Fledermausteich und Feldgehölz in Memmendorf | Oederan (50° 52′ 38,7″ N, 13° 11′ 58,8″ O)                                              | FND                      | 12.10.1989       | fg: 070 |
| BW                            | Teichgruppe Haselbach Quellmulde             | Oederan (50° 53′ 4,1″ N, 13° 13′ 14,5″ O)                                               | FND                      | 19.10.1989       | fg: 080 |
| BW                            | Zwei Kleinteiche in Kirchbach                | Oederan (50° 52′ 13,7″ N, 13° 14′ 49″ O)                                                | FND                      | 19.10.1989       | fg: 081 |
| BW                            | Alte Heide                                   | Oederan (50° 51′ 22,1″ N, 13° 13′ 14,7″ O)                                              | FND                      | 9.09.1982        | fg: 083 |